# Xaztlan
Xaztlan（ザストラン）は、日本発のアイウェアブランドである。
Xaztlan代表はメガネナカジマのオーナーを務める中島正貴。新しい機能や機構を備えたアクションスペックアイウェアを標榜している。

## 解説
Xaztlanに搭載されるレンズの多くは、GOODMAN LENS MANUFACTUREが独自開発したレンズを搭載。
アスリートの体温上昇を抑制する近赤外線カットレンズが搭載されたモデルも登場。
「スーパースポーツ」「アクションスポーツ」「アクティブライフスタイル」の3カテゴリー別に商品開発がされている。
特に「アクティブライフスタイル」の概念とプロダクトづくりは、今までのスポーツサングラスにはなかった考え方である。
その「アクティブライフスタイル」を代表するモデルが「CHEROKEE（チェロキー）」である。これまでレンズカーブの強いサングラスを使用していたプロ野球選手が、こぞって「CHEROKEE（チェロキー）」を着用して2022年の春キャンプに登場した時は話題になった。

## 歴史
- 2018年：アメリカの元OAKLEYスタッフ達とプロジェクトスタート
- 2021年：Xaztlan初となるコレクション発表
- 2022年：元OAKLEYのエースデザイナーを招聘

## 主なモデル
- CHEROKEE（チェロキー）
- GHOST（ゴースト）
- MANTRA（マントラ）
- MANTRA S（マントラS）
- APOLLO III（アポロIII）